# Stephan Schiesser
Stephan Schiesser (* 29. November 1956) ist ein Schweizer Confiseur und Politiker (LDP).

## Leben
Als Inhaber der Confiserie Schiesser am Basler Marktplatz gilt er als Traditions-Confiseur regionaler Bekanntheit.
Er war von 1994 bis 2013 und von 2017 bis 2020 Grossrat des Kantons Basel-Stadt.